# Quyền được xét xử công bằng
Quyền được xét xử công bằng hay dịch sát nghĩa hơn là "quyền đối với (quyền có một) phiên xử công bằng" (fair trial) là quyền được có một phiên xử được "tiến hành một cách công bằng, chính đáng và đúng thủ tục bởi một thẩm phán vô tư". Các quyền khác nhau liên quan đến xét xử công bằng được tuyên bố rõ ràng trong Điều 10 của Tuyên ngôn Quốc tế Nhân quyền, các Tu chính án thứ tư, thứ năm, thứ sáu, thứ bảy và thứ mười bốn của Hiến pháp Hoa Kỳ, Điều 6 của Công ước châu Âu về Nhân quyền, bên cạnh nhiều bản tuyên ngôn và hiến pháp khác trên khắp thế giới. Không có luật pháp quốc tế mang tính ràng buộc nào định nghĩa thế nào không phải là một phiên xử công bằng; ví dụ, quyền được xét xử bởi bồi thẩm đoàn và các thủ tục quan trọng khác ở các quốc gia khác nhau là khác nhau.

## Định nghĩa trong luật nhân quyền quốc tế
Sẽ rất hữu ích để tìm hiểu về quyền được xét xử công bằng trong các tuyên ngôn [về nhân quyền .ND], thứ vốn đại diện cho tập quán luật học quốc tế (customary international law), chẳng hạn như trong Tuyên ngôn Quốc tế Nhân quyền (UDHR). Mặc dù UDHR có quy định về một số quyền xét xử công bằng, ví dụ như  quyền được suy đoán vô tội cho đến khi bị cáo được chứng minh là có tội, tại các Điều 6, 7, 8 và 11, điều khoản chính là Điều 10 quy định rằng:
“Mọi người đều bình đẳng hưởng quyền được xét xử công bằng và công khai bởi một tòa án độc lập và khách quan trong việc xác định các quyền và nghĩa vụ của họ, cũng như về bất cứ cáo buộc hình sự nào đối với họ.”
Sau khi UDHR được thông qua một thời gian, quyền được xét xử công bằng đã được định nghĩa chi tiết hơn trong Công ước Quốc tế về các quyền dân sự và chính trị (ICCPR). Quyền được xét xử công bằng được bảo vệ tại Điều 14 và 16 của ICCPR, vốn mang tính ràng buộc đối với các quốc gia thành viên trong luật pháp quốc tế. Điều 14(1) quy định về quyền được xét xử công bằng cơ bản. Điều 14(2) quy định về quyền được suy đoán vô tội. Điều 14(3) đưa ra danh sách các bảo đảm tối thiểu trong tố tụng hình sự cho quyền được xét xử công bằng. Điều 14(5) quy định quyền của người bị kết án được yêu cầu tòa án cấp cao hơn xem xét lại bản án hoặc hình phạt đối với mình, và điều 14(7) chống lại nguy cơ bị trừng phạt lần thứ hai (double jeopardy). Điều 14(1) nêu rõ:
"Mọi người đều bình đẳng trước các toà án và cơ quan tài phán. Mọi người đều có quyền được xét xử công bằng và công khai bởi một toà án có thẩm quyền, độc lập, không thiên vị và được lập ra trên cơ sở pháp luật để quyết định về lời buộc tội người đó trong các vụ án hình sự, hoặc để xác định quyền và nghĩa vụ của người đó trong các vụ kiện dân sự. Báo chí và công chúng có thể không được phép tham dự toàn bộ hoặc một phần của phiên toà vì lý do đạo đức, trật tự công cộng hoặc an ninh quốc gia trong một xã hội dân chủ, hoặc vì lợi ích cuộc sống riêng tư của các bên tham gia tố tụng, hoặc trong chừng mực cần thiết, theo ý kiến của toà án, trong những hoàn cảnh đặc biệt mà việc xét xử công khai có thể làm phương hại đến lợi ích của công lý. Tuy nhiên mọi phán quyết trong vụ án hình sự hoặc vụ kiện dân sự phải được tuyên công khai, trừ trường hợp vì lợi ích của người chưa thành niên hay vụ việc liên quan đến những tranh chấp hôn nhân hoặc quyền giám hộ trẻ em."

## Công ước Genève
Công ước Genève (Geneva Conventions - GC) và Nghị định thư bổ sung (Additional Protocols - AP) yêu cầu rằng bất kì tù nhân chiến tranh nào phải đối mặt với thủ tục tố tụng tư pháp đều phải được xét xử công bằng. Ví dụ, các Điều 102–108 của Công ước Geneva lần thứ ba năm 1949 nêu chi tiết các yêu cầu về sự công bằng trong xét xử tù binh chiến tranh.
Các quy định khác yêu cầu “xét xử công bằng và thường xuyên”; "các biện pháp bảo vệ xét xử và bào chữa thích đáng"; một "tòa án khách quan và được thành lập thường xuyên tôn trọng các nguyên tắc được công nhận chung của thủ tục tư pháp thông thường"; một “tòa án được thành lập thường xuyên cung cấp tất cả các bảo đảm tư pháp được các dân tộc văn minh công nhận là không thể thiếu”; và "tòa án đưa ra những đảm bảo thiết yếu về tính độc lập và vô tư." 

## Định nghĩa trongluật nhân quyền khu vực
Quyền được xét xử công bằng được quy định trong các Điều 3, Điều 7 và Điều 26 của Hiến chương Châu Phi về quyền con người và quyền nhân dân (ACHPR). 
Quyền được xét xử công bằng cũng được quy định trong các Điều 5, Điều 6 và Điều 7 của Công ước Châu Âu về Nhân quyền và các điều từ 2 đến 4 của Nghị định thư thứ 7 của công ước.
Quyền được xét xử công bằng còn được quy định tại các Điều 3, 8, 9 và 10 của Công ước Châu Mỹ về Nhân quyền . 

## Quan hệ với các quyền khác
Đôi khi người ta coi quyền bình đẳng trước pháp luật là một phần của quyền được xét xử công bằng. Quyền này thường được đảm bảo bởi một điều khoản riêng biệt trong các văn kiện nhân quyền quốc tế. Quyền này cho phép các cá nhân được thừa nhận là chủ thể, chứ không phải là đối tượng, của pháp luật. Theo luật nhân quyền quốc tế, quyền này không thể bị vi phạm hay có ngoại lệ.
Liên quan chặt chẽ đến quyền được xét xử công bằng là quyền không bị xét xử hồi tố (retroactive). Theo Công ước châu Âu về Nhân quyền và Công ước châu Mỹ về Nhân quyền, quyền này được quy định tách biệt với quyền được xét xử công bằng trong các quy định về nhân quyền và không thể bị giới hạn bởi các quốc gia.

## Quyền xét xử công bằng
Người ta định nghĩa quyền được xét xử công bằng trong nhiều văn kiện nhân quyền quốc tế và khu vực. Đây là một trong những quyền con người được đề cập rộng rãi nhất và tất cả các văn kiện nhân quyền quốc tế đều ghi nhận nó trong nhiều hơn một điều khoản. Quyền được xét xử công bằng là một trong những quyền con người được tranh tụng nhiều nhất và án lệ quan trọng được thiết lập dựa trên việc giải thích quyền con người này. Bất chấp sự khác nhau về cách diễn đạt và trình tự sắp xếp các quyền khác nhau về xét xử công bằng, các văn kiện nhân quyền quốc tế vẫn định nghĩa quyền được xét xử công bằng với những thuật ngữ về cơ bản là giống nhau. Mục đích của quyền này là nhằm đảm bảo quản trị công lý một cách đúng đắn. Ở mức độ tối thiểu, quyền được xét xử công bằng bao gồm các quyền sau đây trong tố tụng dân sự và hình sự: 
- quyền được xét xử bởi một tòa án có thẩm quyền, độc lập và vô tư
- quyền được điều trần công khai
- quyền được lắng nghe trong một khoảng thời gian hợp lý
- quyền có luật sư (the right to counsel)
- quyền giải thích [luật pháp .ND] (the right to interpretation) [4]

Các quốc gia chỉ có thể hạn chế hoặc tước bỏ các quyền được xét xử công bằng trong các trường hợp được cụ thể hóa trong các văn kiện nhân quyền.

### Trong tố tụng dân sự và hình sự
Tòa án Nhân quyền Châu Âu và Tòa án Nhân quyền Liên Mỹ quy định rõ rằng quyền được xét xử công bằng áp dụng cho tất cả các loại thủ tục tố tụng tư pháp, cho dù là dân sự hay hình sự. Theo Tòa án Nhân quyền Châu Âu, Điều 6 của Công ước Châu Âu về Nhân quyền và các quyền xét xử công bằng phải được áp dụng cho tất cả các quyền và nghĩa vụ dân sự được xác lập theo luật pháp trong nước và do đó phải được áp dụng cho tất cả các thủ tục tố tụng dân sự (xem Apeh Uldozotteinek Szovetsege và Những người khác kiện Hungary 2000).

### Trong thủ tục hành chính
Cả Tòa án Nhân quyền Châu Âu và Tòa án Nhân quyền Liên Mỹ đều quy định rõ rằng quyền được xét xử công bằng không chỉ áp dụng cho các thủ tục tố tụng tư pháp mà còn cho cả các thủ tục hành chính. Nếu quyền của một cá nhân bị đe dọa theo luật pháp thì tranh chấp sẽ phải được giải quyết thông qua một quy trình công bằng.

### Trong thủ tục tố tụng đặc biệt
Ở Châu Âu, thủ tục tố tụng đặc biệt cũng có thể phải tuân theo Điều 6 của Công ước Châu Âu về Nhân quyền. Trong vụ án Mills kiện Vương quốc Anh năm 2001, Tòa án Nhân quyền Châu Âu cho rằng tòa án quân sự phải tuân theo Điều 6 vì các bị cáo đã bị buộc tội về những tội mà tòa án coi là tội phạm nghiêm trọng, tấn công bằng vũ khí và gây thương tích.
Ủy ban Châu Phi về Nhân quyền và Nhân dân (ACHPR) thường xuyên phải giải quyết các trường hợp dân thường bị tòa án quân sự xét xử vì các tội ác nghiêm trọng. ACHPR cho rằng, trên bề mặt, các tòa án quân sự không đáp ứng được quyền được xét xử công bằng của dân thường (xem Dự án quyền hiến pháp kiện Nigeria). Theo đó, ACHPR tái khẳng định rằng quyền có luật sư là điều cốt lõi để đảm bảo một phiên xử công bằng. ACHPR cho rằng các cá nhân có quyền lựa chọn luật sư của riêng mình và việc trao cho tòa án quân sự quyền phủ quyết luật sư là vi phạm quyền được xét xử công bằng.